# Гбач
Гбач — деревня в Холмогорском районе Архангельской области. Входит в состав Белогорского сельского поселения.

## География
Гбач находится на северо-востоке Холмогорского района, на правом берегу Пинеги. Через посёлок проходит автодорога «Архангельск — Боброво — Белогорский — Гбач — Пинега — Кимжа — Мезень». К северо-востоку от деревни находятся Позёрские озёра, через деревню протекает река Северный Гбач.

## История
В XVII — начале XVIII века деревня Гбач входила в состав Сояльского стана.
В 2004 году деревня Гбач вошла в состав Леуновского сельского поселения. Законом Архангельской области от 28 мая 2015 года № 290-17-ОЗ муниципальные образования «Белогорское» и «Леуновское» были объединены в сельское поселение «Белогорское» в состав которого вошла деревня Гбач.

## Население
| 2002 | 2010 | 2012 |
| ---- | ---- | ---- |
| 32   | ↘20  | ↗23  |

### Карты
- Гбач на карте Wikimapia